# Centrothele nardi
Centrothele nardi là một loài nhện trong họ Lamponidae. Loài này được phát hiện ở Queensland và New South Wales.